# سوزان لامه
سوزان لامه (انگلیسی: Susanne Lahme؛ زادهٔ ۱۰ سپتامبر ۱۹۶۸) بازیکن والیبال، و بازیکن والیبال ساحلی اهل آلمان است.